# Saint-Louis-et-Parahou
Saint-Louis-et-Parahou ist eine französische Gemeinde mit 53 Einwohnern (Stand 1. Januar 2022) im Département Aude in der Region Okzitanien. Sie gehört zum Kanton La Haute-Vallée de l’Aude und zum Arrondissement Limoux. 

## Lage
Das Gemeindegebiet ist Teil des Regionalen Naturparks Corbières-Fenouillèdes. Hier entspringt das Flüsschen Blanque unter dem Namen Ruisseau de Parahou und das Flüsschen Saint-Bertrand unter dem Namen Ruisseau de Saint-Louis.
Nachbargemeinden sind Saint-Just-et-le-Bézu im Nordwesten, Bugarach im Nordosten, Caudiès-de-Fenouillèdes im Südosten, Puilaurens im Südwesten und Saint-Julia-de-Bec im Westen.

## Bevölkerungsentwicklung
| Jahr      | 1962 | 1968 | 1975 | 1982 | 1990 | 1999 | 2007 | 2015 |
| --------- | ---- | ---- | ---- | ---- | ---- | ---- | ---- | ---- |
| Einwohner | 77   | 66   | 41   | 47   | 42   | 35   | 57   | 61   |